# Halictus dissidens
Halictus dissidens är en biart som beskrevs av Pérez 1903. Halictus dissidens ingår i släktet bandbin, och familjen vägbin. Inga underarter finns listade i Catalogue of Life.